# Class 442
 (janvier 2022).
Si vous disposez d'ouvrages ou d'articles de référence ou si vous connaissez des sites web de qualité traitant du thème abordé ici, merci de compléter l'article en donnant les références utiles à sa vérifiabilité et en les liant à la section « Notes et références ».
Pour les articles homonymes, voir Class.
La Class 442 ou (5 WES) est une automotrice électrique régionale construite par British Rail Engineering Limited (BREL) à partir de 1988 pour Network South East afin de desservir le sud-ouest de l'Angleterre en partant de la gare de London Waterloo pour aller a Weymouth et inaugurer l'électrification de la ligne de Bournemouth. Un total de vingt-quatre unités de cinq voitures ont été construites par Derby Litchurch Lane Works de British Rail pour remplacer les anciennes unités (Slam-Door) datant des années 1960.
À la suite de la privatisation de British Rail, la flotte a été vendue à Angel Trains et exploitée par South West Trains jusqu'en février 2007, lorsqu'elle a été remplacée par les Class 444. Après une période de stockage, ils ont été loués par Southern pour être utilisés sur les services de Gatwick Express (Brighton Main Line) en partant de London Victoria en passant par l'aéroport de Gatwick pour aller a Brighton le terminus et remplacer les trains Juniper de la Class 460 (anciennement Gatwick Express) pour transférer leurs remorques aux Class 458 de South West Trains pour former un train à cinq caisses et en la fusionnant avec dans l'intention de transformer les unités 458 de la même famille. Depuis 2017 les unités ont été progressivement remplacées et chassées de Gatwick Express par les nouvelles rames électrostar « Class 387 » en mars 2017 la flotte a assuré des services de pointe entre Brighton et London Bridge et Eastbourn a London Bridge Quelque temps après toutes les unités ont été stockées dans les dépôts et sont depuis incatif.
Leur retour commercial est prévu pour décembre 2018 sur leurs anciennes routes et réseau d'origine entre London Waterloo et Portsmouth Harbour avec South Western Railway (anciennement South West Trains) comme exploitant. 18 unités sur 24 seront rénovées a Easleigh, les travaux visent à accroître la fiabilité et l'efficacité des unités en incluant le remplacement de l'équipement de traction à courant continu à vie par un boîtier CA intégrant la technologie IGBT de Kiepe Electric Düsseldorf. Les nouvelles commandes de frein de Knorr-Bremse Rail Vehicle Systems permettront le freinage par récupération, améliorant la performance environnementale des unités et réduisant les coûts d'exploitation. De nouveaux sièges et des tapis Axminster seront installés, ainsi que des informations en temps réel sur les passagers, un éclairage LED et une connexion wifi pour les passagers. Il y aura des prises de courant à la première et à la classe standard, et des installations de charge inductives de table en premier. Il y aura des espaces pour les passagers à mobilité réduite et des toilettes accessibles.
La Class 442 fait partie de la famille des Mark 3 qui comprend également les Classes 150, 210, 317, 318, 319, 320, 321, 322, 455 et 456.

## Description
Introduit tout à la fin des années 1980 la Class 442 a permis l'abolition des Class 432 et 438 en améliorant la vitesse, le confort, la capacité et la fiabilité de la ligne entre London Waterloo et Weymouth, les unités étant basées sur la carrosserie des voitures Mark 3 dans leurs constructions avec un corps en aluminium elles possèdent contrairement à leur prédécesseur une climatisation dans chaque véhicules, une vitesse élevée de 160 km/h, chaque unité se compose de cinq voitures dont dix en couplage contre quatre voitures dans les anciennes unités et une voiture-bar intermédiaire.
Comme c'était courant sur la British Rail Southern Region, de nombreux composants électriques y compris les moteurs de traction et les dispositifs de commande électriques ont été récupérés des unités de class 432 qu'ils ont remplacées. Pour cette raison, les anciennes unités 4REP et 4TC ont dû être retirées avant la construction de leurs remplacements.
La Class 442 a été l'un des premiers types à faire un usage intensif des plastiques dans la construction, et a gagné le surnom parmi les employés et les amateurs de « Pigs » ou « Piggies ». Quand ils ont été introduits pour la première fois les unités ont été en proie à des défaillances techniques mineures, mais ils sont par la suite devenus parmi les éléments électriques les plus fiables opérant au Royaume-Uni.

## Carrière

### Network South East
Étant destinées à être exploitées par Network South East, les premières unités ont été livrées le 18 décembre 1987 à cette dernière. Leur activité a commencé sur la ligne de Weymouth jusqu'en 1990 ou elles ont par la suite été intégrées sur la ligne directe de Londres Waterloo a Portsmouth qui demande une grande vitesse de pointe, la Class 442 a entraîné quelques améliorations mineures du temps de trajet sur ces lignes.

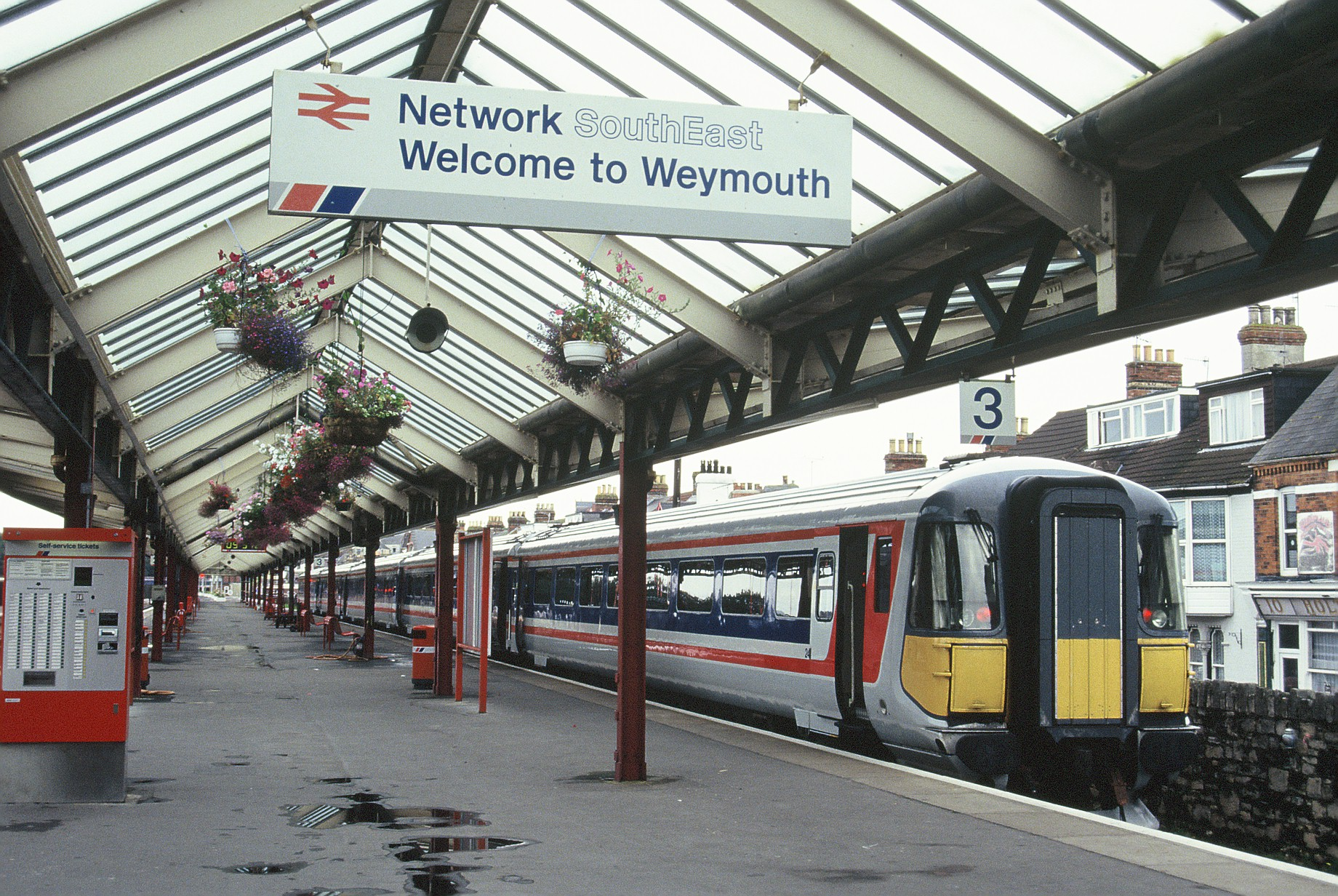
Une Class 442 de Network South East a Weymouth en 1992

### South West Trains
Dans le cadre de la privatisation de British Rail, la Class 442 a été vendue à Angel Trains et louée à South West Trains.
À partir de 1998, les unités ont commencé à recevoir la nouvelle livrée de South West Trains en y intégrant les couleurs blanche, rouge et bleue, qui ont été révisées à Crewe Works. L'unité 442404 a été la première à être ainsi traitée.

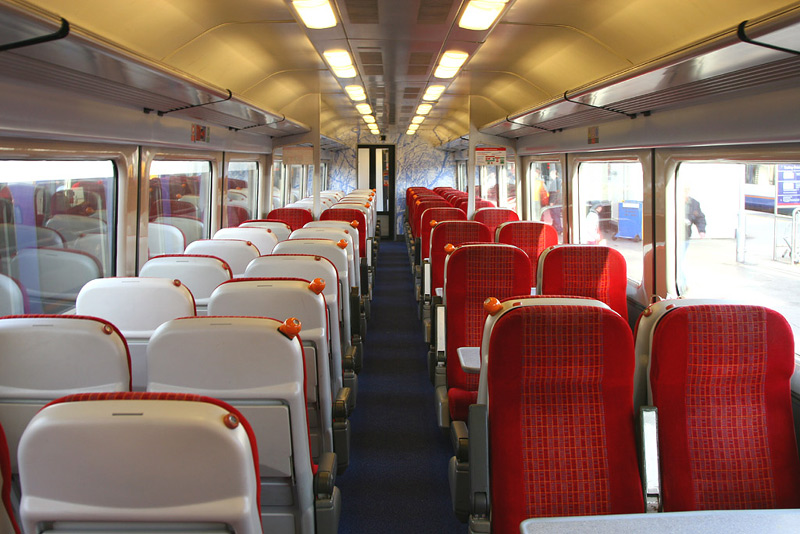
Intérieur d'une Class 442 de South West Trains

À la fin des années 1990 et au début des années 2000, la flotte a continué d'offrir des services express de Londres à Weymouth et à Portsmouth. Cependant, en 2004, lorsque les Class 444 sont entrées en service, les 442 ont été de nouveau utilisées uniquement sur la ligne Weymouth.
Malgré leurs récentes révisions, South West Trains a retiré toute la flotte en 2007. Elles ont été remplacées par des Class 444, qui ont été à leur tour remplacées par des pièces de rechange de la Class 450 après la réintroduction des Class 458.
Le dernier service des unités 442 de Weymouth à London Waterloo a eu lieu le 24 janvier 2007 et le dernier service commercial a eu lieu le 3 février 2007. Les unités ont été transférées de Bournemouth Traincare Depot à Eastleigh Works pour y être stockées.

### Southern/Gatwick Express
Southern a loué 17 unités pour exploiter le service prolongé de Gatwick Express qui a débuté en décembre 2008. Certaines unités étaient tenues hors service pour les pièces de rechange. En octobre 2008 l'unité 442414 est devenue la première unité à être entièrement rénovée à l'intérieur et à l'extérieur.

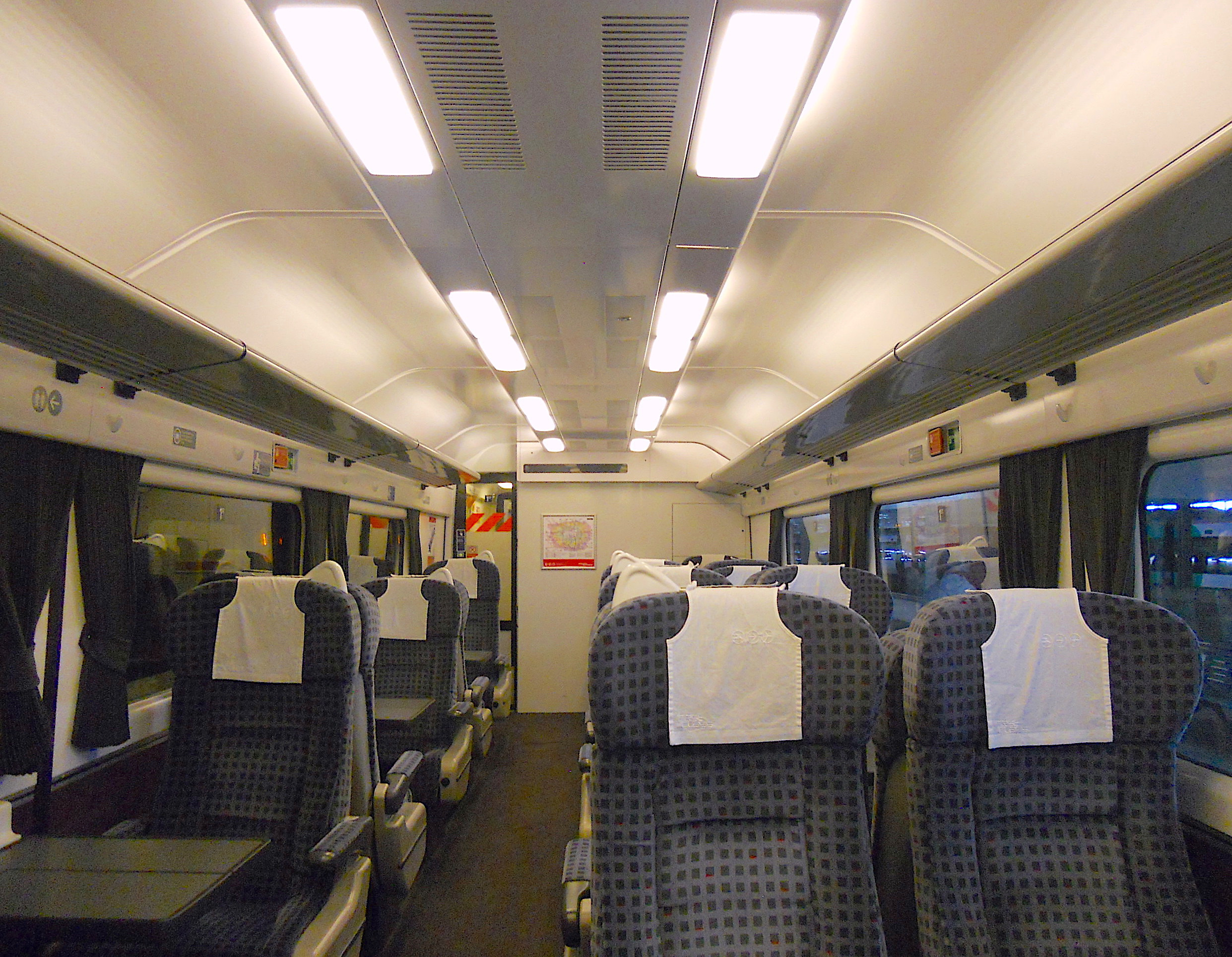
L'intérieur de la première Classe rénové
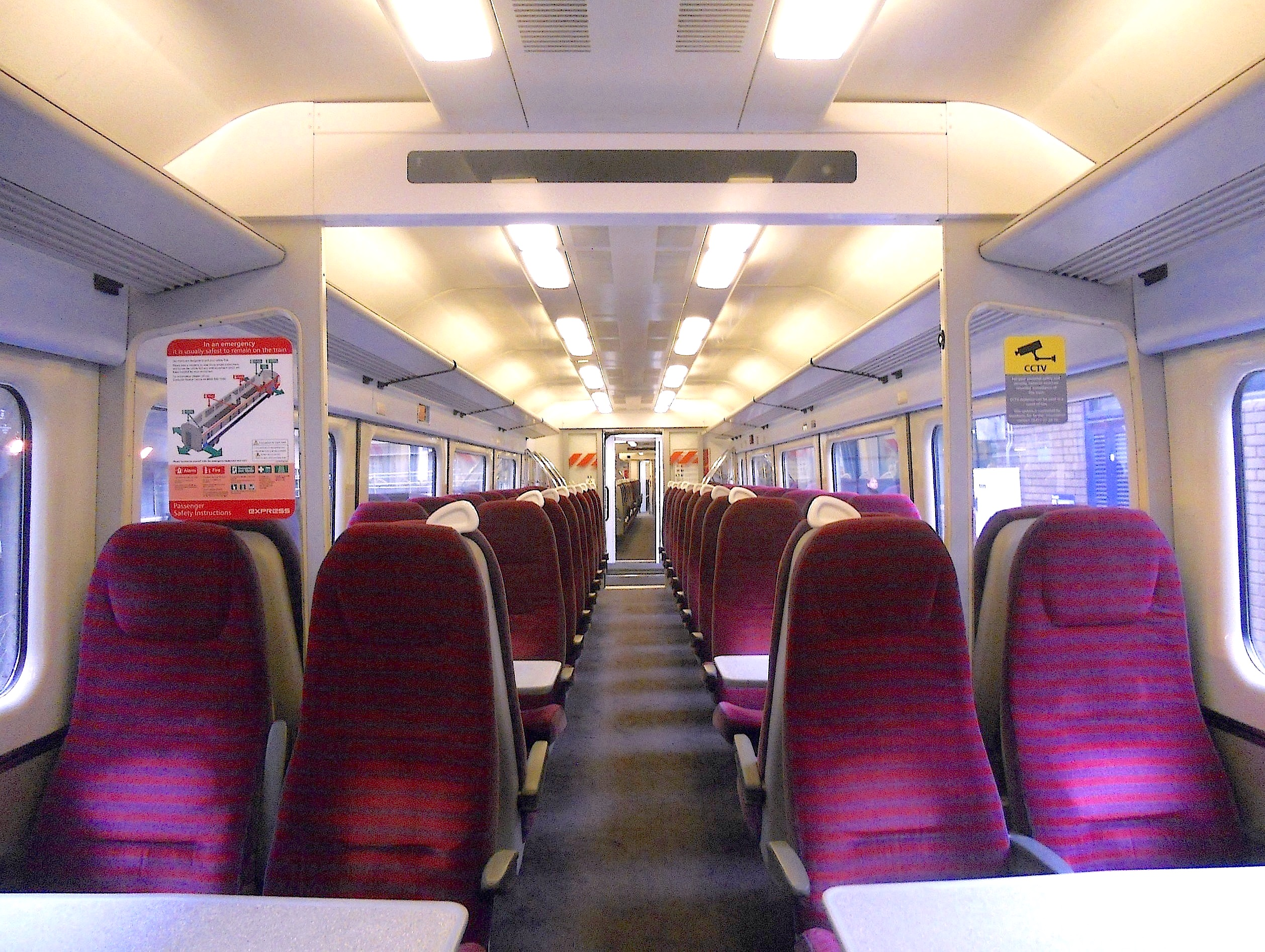
L'intérieur de la classe standard rénové

certains services aux heures de pointe entre Londres Bridge et Brighton et Eastbourne étaient assurés par des paires de la classe 442. En avril 2009, Southern a pris deux unités supplémentaires à Eastleigh Works pour compenser le manque d'unités causé par leur utilisation sur d'autres services.
Lorsque Govia a conservé la franchise Southern, il a été annoncé que les 442 restants en location seraient remis en service après une révision pour remplacer les véhicules de Class 460. En 2012, la marque sur les unités a été modifiée pour se lire simplement « Express » plutôt que « Gatwick Express » pour éviter la confusion des passagers lorsqu'il est utilisé sur les services rapides de la Ligne principale de Brighton (en) qui n'est pas à Gatwick.
Govia a commandé 108 voitures de classe 387/2 pour les lignes Brighton et Gatwick Express. Les éléments 387 ont commencé à entrer en service le 29 février 2016, avec la fin progressive des Class 442 à la fin de 2016, à l'exception des services de navette de pointe de Brighton et d'Eastbourne, qui ont continué à être exploités par une paire de 442 jusqu'en mars 2017.
Le dernier service de passagers était le 10 mars 2017 qui était le 17:57 London Bridge - Brighton, commémorant le départ définitif à toute la flotte de services sur la ligne principale de Brighton.Tous ont été emmenés à Ely pour le stockage et sont jusqu'à aujourd'hui inactif.

### South Western Railway
En mars 2017, South Western Railway a obtenu la franchise South Western, annonçant des projets de remise en état et de mise en service de 18 Class 442 en vue de leur utilisation dans les services de London Waterloo à Portsmouth.
SWR a attribué un contrat à Kiepe Electric pour entreprendre la rénovation de 45 millions de livres sterling. Les travaux devaient inclure le remplacement de l'équipement de traction en courant continu (récupéré sur des trains plus anciens construits dans les années 1960) par un ensemble en courant alternatif incorporant la technologie IGBT de Kiepe Electric Düsseldorf. De nouvelles commandes de freinage de Knorr-Bremse Rail Vehicle Systems auraient permis le freinage par récupération.

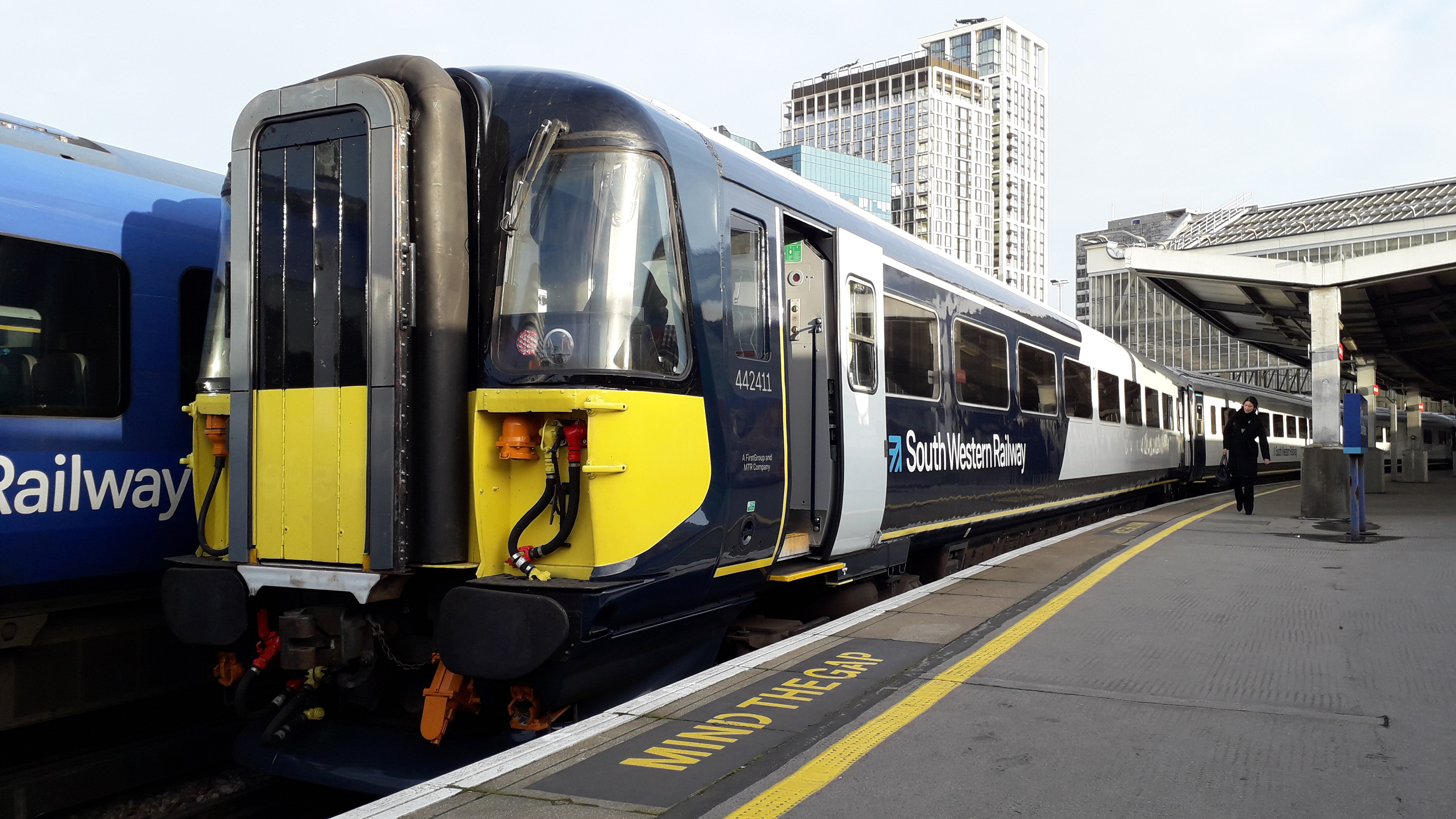
Class 442 de South Western Ralways en gare de Londres Waterloo

Des retards ont conduit à ce que les premiers services des unités remises à neuf commencent en mai 2019. Cependant, des problèmes avec les serrures de porte ont fait que les trains ont de nouveau été temporairement retirés du service jusqu'en juin 2019 pour que le défaut soit corrigé.
Le même service limité s'est poursuivi jusqu'au 2 septembre 2019, date à laquelle ils ont été retirés du service par crainte que les unités ne tournent à tort des signaux vers le danger à l'approche du train. Le retrait des trains s'est poursuivi jusqu'à ce que le problème soit résolu et que les unités soient testées, ce qui a permis à la flotte de reprendre le service le 6 janvier 2020, en commençant par la ligne Londres Waterloo - Portsmouth.

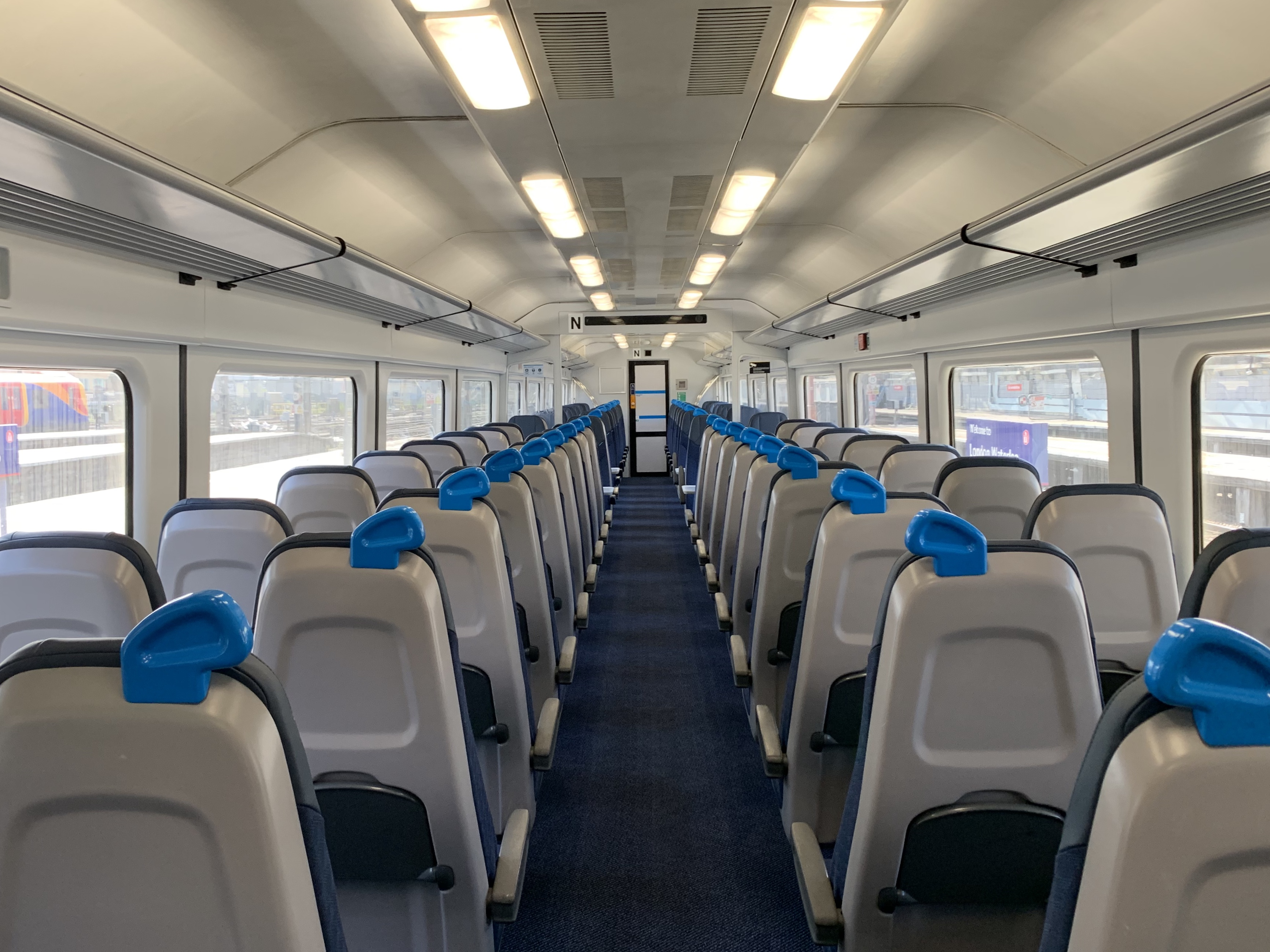
Aménagement intérieur rénové d'une Class 442 exploité par South Western Railways.

En raison de la pandémie de COVID-19 le 18 mars 2020, toutes les unités ont été une fois de plus retirées du service à la suite de la réduction des voyages. C'est la dernière fois que les unités ont été mises en service commercial car en mars 2021, South Western Railway a annoncé que toutes les unités seraient retirées et rendues à leur bailleur, Angel Trains.
Depuis les 18 unités sont stockés aux dépôt de Bournemoth et de Wolverton Works.
Mais à long terme, ils pourraient aller a la casse (comme deux d'entre eux l'ont fait jusqu'à présent), avec une demande limitée pour les unités de troisième rail.
Leurs avenir reste encore très fragile et instable car manifestement, aucun autre opérateur ne montre de l'intérêt pour ces engins moteurs des années 80, probablement dû au fait qu'elles sont uniquement compatibles avec le troisième rail qui est uniquement utilisé dans les régions Sud de l'Angleterre et nulle part ailleurs. D'autant plus que ces automotrice régional sont fortement concurrencés par les Class 450 et 444, plus fiables et plus performantes, ces engins pouvant prendre le chemin de la démolition, donnent une impression de gâchis.
Après cette série d'évènements la compagnie ferroviaire South Western Railway a perdu 45 millions de livres de Sterling à la suite des lourdes rénovations sur les 18 unités qui furent un échec commercial.
A l'avenir South Western Railway prévoit de reconvertir une troisième fois les Class 458 plus récentes qui sont de meilleur candidat pour succéder aux Class 442 afin de d'effectuer des services régional avec une vitesse de pointe de 160 km/h.

## Trains remplacés
La Class 442 a remplacé les unités suivantes :
| Nom du train             | Modèle | Retrait | Notes |
| ------------------------ | ------ | ------- | --- |
| Class 432 (4REP)         |        | 1989    | Elles ont été remplacées par la Class 442. Ces rames alimentaient les remorques TC (Class 438) entre London Waterloo et Bournemouth. |
| Class 438 (TC)           |        | 1992    | Elles ont été remplacées par la Class 442 Elles circulaient sur la ligne de Bournemouth. Deux unités et plusieurs autres véhicules ont été conservés. |
| Class 460 (8GAT) Juniper |        | 2012    | Elles ont été remplacées par la Class 442 Ces rames étaient utilisées sur le Gatwick Express pour succéder a l'ancien matériel roulant de la ligne. Leur remplacement a commencé à partir de 2012 dans le seul but de transférer leurs remorques a la Class 458 mécaniquement similaire et de la même famille. |

## Détails de la flotte

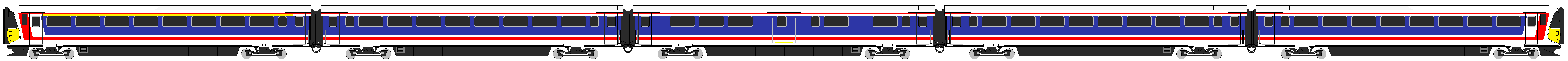
Class 442 dans la livrée Network SouthEast (1988-1996).

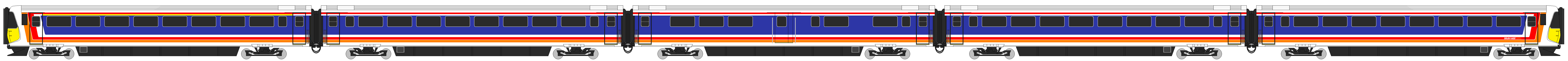
Class 442 dans la livrée original de South West Trains (1996-1998).

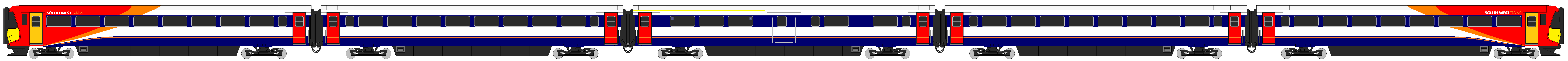
Class 442 dans la livrée South West Trains (1996-2007).

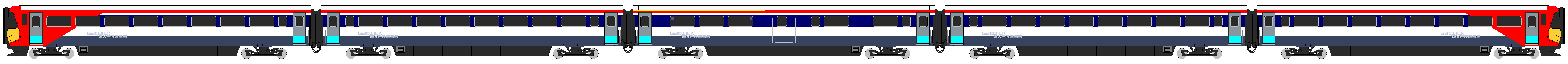
Class 442 dans la livrée Gatwick Express (2008-2016).

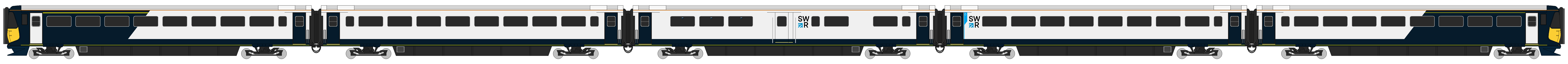
Class 442 dans la livrée South Western Railway (2019-2020).

Les unités sont numérotées 442401-424 et sont formées de deux remorques extérieures, de deux remorques intermédiaires et d'un véhicule intermédiaire.
Les véhicules individuels sont numérotés comme suit:
- 77382-77405 - DTS - Driving Trailer Standard (anciennement DTFo (Semi-remorque semi-ouverte))
- 71818-71841 - TSO - Trailer Standard Ouvert
- 62937-62960 - MLC - Motor Luggage Composite (anciennement MBLS (Motor Buffet Lounge Standard))
- 71842-71865 - TSW - Trailer Standard Fauteuil Roulant
- 77406-77429 - DTS - Remorque de conduite standard

| Numéro des unités | Livrée          | Numéro des voitures individuels | Numéro des voitures individuels | Numéro des voitures individuels | Numéro des voitures individuels | Numéro des voitures individuels | Date de retrait (SWT) | Date de retrait (GX) | Notes  |
| Numéro des unités | Livrée          | DTS                             | TSO                             | MLC                             | TSW                             | DTS                             | Date de retrait (SWT) | Date de retrait (GX) | Notes  |
| ----------------- | --------------- | ------------------------------- | ------------------------------- | ------------------------------- | ------------------------------- | ------------------------------- | --------------------- | -------------------- | ------ |
| 442401            | Gatwick Express | 77382                           | 71818                           | 62937                           | 71842                           | 77406                           | 22 janvier 2007       | 7 mai 2016           | stocké |
| 442402            | Gatwick Express | 77383                           | 71819                           | 62938                           | 71843                           | 77407                           | 16 Février 2007       | 13 mars 2017         | -      |
| 442403            | Gatwick Express | 77384                           | 71820                           | 62941                           | 71844                           | 77408                           | 17 janvier 2007       | ?                    | -      |
| 442404            | Gatwick Express | 77385                           | 71821                           | 62939                           | 71845                           | 77409                           | 15 janvier 2007       | 24 mai 2016          | stocké |
| 442405            | Gatwick Express | 77386                           | 71822                           | 62944                           | 71846                           | 77410                           | 15 Février 2007       | ?                    | -      |
| 442406            | Gatwick Express | 77389                           | 71823                           | 62942                           | 71847                           | 77411                           | 15 janvier 2007       | ?                    | -      |
| 442407            | Gatwick Express | 77388                           | 71824                           | 62943                           | 71848                           | 77412                           | 22 janvier 2007       | ?                    | -      |
| 442408            | Gatwick Express | 77387                           | 71825                           | 62945                           | 71849                           | 77413                           | 17 janvier 2007       | 13 mars 2017         | -      |
| 442409            | Gatwick Express | 77390                           | 71826                           | 62946                           | 71850                           | 77414                           | 12 janvier 2007       | 7 mai 2016           | stocké |
| 442410            | Gatwick Express | 77391                           | 71827                           | 62948                           | 71851                           | 77415                           | 24 janvier 2007       | 11 mars 2017         | -      |
| 442411            | Gatwick Express | 77392                           | 71828                           | 62940                           | 71858                           | 77422                           | 29 janvier 2007       | ?                    | -      |
| 442412            | Gatwick Express | 77393                           | 71829                           | 62947                           | 71853                           | 77417                           | 12 Février 2007       | ?                    | -      |
| 442413            | Gatwick Express | 77394                           | 71830                           | 62949                           | 71854                           | 77418                           | 2 Février 2007        | 11 mars 2017         | -      |
| 442414            | Gatwick Express | 77395                           | 71831                           | 62950                           | 71855                           | 77419                           | 24 janvier 2007       | ?                    | -      |
| 442415            | Gatwick Express | 77396                           | 71832                           | 62951                           | 71856                           | 77420                           | 10 novembre 2006      | 5 juillet 2016       | stocké |
| 442416            | Gatwick Express | 77397                           | 71833                           | 62952                           | 71857                           | 77421                           | 31 décembre 2006      | ?                    | -      |
| 442417            | Gatwick Express | 77398                           | 71834                           | 62953                           | 71852                           | 77416                           | 19 janvier 2007       | ?                    | -      |
| 442418            | Gatwick Express | 77399                           | 71835                           | 62954                           | 71859                           | 77423                           | 24 janvier 2007       | 20 mai 2016          | stocké |
| 442419            | Gatwick Express | 77400                           | 71836                           | 62955                           | 71860                           | 77424                           | 12 Février 2007       | ?                    | -      |
| 442420            | Gatwick Express | 77401                           | 71837                           | 62956                           | 71861                           | 77425                           | 12 janvier 2007       | ?                    | -      |
| 442421            | Gatwick Express | 77402                           | 71838                           | 62957                           | 71862                           | 77426                           | 26 janvier 2007       | ?                    | -      |
| 442422            | Gatwick Express | 77403                           | 71839                           | 62958                           | 71863                           | 77427                           | 11 janvier 2007       | 8 avril 2016         | stocké |
| 442423            | Gatwick Express | 77404                           | 71840                           | 62959                           | 71864                           | 77428                           | 18 avril 2007         | 7 juillet 2016       | stocké |
| 442424            | Gatwick Express | 77405                           | 71841                           | 62960                           | 71865                           | 77429                           | 22 janvier 2007       | 20 mai 2016          | stocké |